# 浪子回家
《浪子回家》（法语：Le retour de l'enfant prodigue）是法国作家安德烈·纪德的一部短篇小说，写于1907年。
该书是基于新约圣经《路加福音》第15章中浪子回头的比喻。故事开始于浪子回家，不是因为懊悔，而是因为饥饿、贫穷，并因未能实现目标而沮丧。他与父亲，母亲和哥哥进行对话。在纪德的版本中，浪子还有一个弟弟，也快要离开家了。归来的浪子答应他，等他情况变好以后也来找他。
这个故事借鉴了纪德自己的生活经历，以及他与新教家庭教育之间的挣扎。用华莱士·福利（Wallace Fowlie）的话说，“纪德一直在问一个问题，律法是否适合所有人。”
这个故事被改编成舞台剧，在巴黎上演，其音乐由亨利·索格于1933年撰写。